# Baby Not on Board
Baby Not on Board (titulado: Niño No a Bordo en España y Mi No tan pobre angelito en Hispanoamérica) es el cuarto episodio de la séptima temporada de la serie Padre de familia emitido el 2 de noviembre de 2008 a través de FOX. El capítulo está escrito por Mark Hentemann y dirigido por Julius Wu.
De acuerdo con la cuota de pantalla Nielsen fue visto por 9,97 millones de televidentes. En cuanto a las críticas, fueron dispares
La trama se centra en la familia Griffin en general: cuando Peter consigue un año gratis de gasolina decide llevar a los suyos de viaje al Gran Cañón del Colorado, sin embargo, en un descuido de los progenitores, se dejan a Stewie solo en casa.

## Argumento
Después de un "desafortunado incidente" con su hijo en el establecimiento de ultramarinos, Carl, el dependiente le ofrece un vale gratuito de gasolina para un año a cambio de no demandarle. Pronto aprovecha la ocasión para gastar combustible hasta tal punto de comprar un transbordador espacial para orbitar la Tierra hasta que Lois le convence de viajar con la familia al Gran Cañón del Colorado, incluido el propio Stewie, el cual tras ser despertado a primera hora de la mañana para emprender el viaje se baja del coche sin que nadie se percate hasta que llegan a Nueva York y descubren que se lo han dejado en casa. Brian tranquiliza a Lois al comentarle que pueden llamar a Quagmire y Cleveland para que se hagan cargo del lactante mientras están fuera, no obstante deciden volver a casa.
Sin embargo el viaje de vuelta resulta ser una osadía a causa de la estupidez de Peter, el cual para empezar provoca que su familia se estrelle con el coche tras entrar en el de al lado. Para más inri, también gasta el poco dinero que tenían para un tren que les lleve de vuelta en anillas de helio para cortinas de baño. Ante la irresponsabilidad de su marido, Lois se enfurece y le acusa de todos sus incidentes hiriendo los sentimientos de Peter, el cual dice ser como es para bien o para mal dejando a Lois avergonzada por su mal temperamento. Finalmente, Brian consigue que un camionero les lleve hasta Quahog.
Por otro lado y ajeno a la trama principal, Stewie saca provecho de la situación al descubrir que está solo en casa, sin embargo descubrirá que su "independencia" no es tan fácil como creía. A pesar del nerviosismo de Lois al intentar llamar a Cleveland y Quagmire sin éxito, estos dos se presentan en casa siendo sedados por un gas al confundirlos por unos intrusos. Al percatarse de su equivocación, los encierra en el sótano con la única compañía de la televisión con la que no pararán de ver DirecTV en bucle. Mientras tanto consigue trabajo en McBurgertown siendo despedido por comerse las hamburguesas (desesperado por el hambre) de los clientes. Finalmente reconoce que depende de la familia para sobrevivir y se emociona al verlos llegar a casa tras un tedioso viaje.
En cuanto a Cleveland y Quagmire, son olvidados en el sótano totalmente desquiciados por la televisión.

## Producción
Baby Not on Board fue escrito por el productor ejecutivo: Mark Hentemann, guionista desde la tercera temporada, y dirigido por Julius Wu siendo este su primer episodio como director. Peter Shin y James Purdum fueron acreditados como supervisores de dirección. Como novedad en la serie, las celebridades satirizadas aparecen con sus formas oculares naturales en lugar de los ojos redondeados, un ejemplo es la escena en la que aparece el actor Patrick Swayze. De acuerdo con los comentaristas, el equipo de animación quería dar un toque más realista a algunos de los personajes en contraste con los demás. Aunque no hubo polémicas con la producción del episodio, tuvieron un problema con la política de Estándares y Buenas Prácticas con una escena en la que Peter decía "masturbarse" siendo cambiado por "tocarse". El final del episodio (salvo la edición DVD) sirvió de promoción para la serie derivada de Cleveland: The Cleveland Show, estrenada en septiembre de 2009.
Aparte del reparto habitual, el episodio contó con la participación de los actores: H. Jon Benjamin, Joe Flaherty y Jacob Pressman.

## Referencias culturales

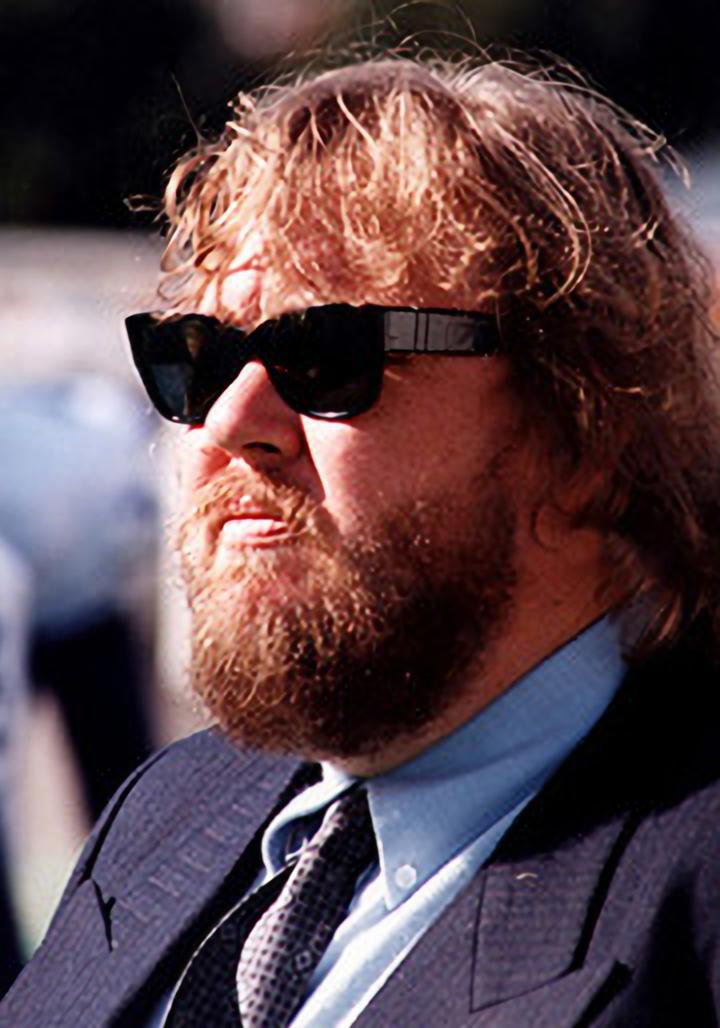
Peter Griffin se "cruza" casualmente con el personaje interpretado por John Candy en la película Planes, Trains and Automobiles